# Некрасов, Иван Максимович
Иван Максимович Некрасов — томский купец и городской голова (в 1906—1914, то есть два срока подряд), православный меценат и светский благотворитель. Действительный член Императорского православного палестинского общества.

## Биография
Сын купца Максима Ивановича Некрасова (1819—1905), внук сосланного в Сибирь родоначальника Некрасовых Ивана Александровича, в Томске выбившегося в купцы третьей гильдии из мещан.
Родился в 1850 или 1852 году. Продолжив семейное дело в возрасте 23 лет (если считать годом его рождения все же 1850), писался купцом второй, а с конца 90-х годов XIX века — первой гильдии. Торговал изделиями из железа, скобяными и москательными товарами. Он владел несколькими домами в Томске, включая четырёхэтажный дом на улице Миллионной, 31, двумя лавками, большим магазином.
Построил кирпичный завод (1897), оснащенный паровым двигателем, который в годы Первой мировой войны продал купцу Ф. Ф. Пичугину (позже он был национализирован). Завод выпускал кирпичи для строительства, которые пошли, в числе прочих томских зданий, на возведение Томского технологического института. Бесплатно кирпичи поставлялись на сумму до 10 тысяч рублей для строительства Петропавловской церкви.
Был членом многочисленных общественных учреждений: Томского окружного податного присутствия, торговым депутатом, директором Сибирского общественного банка, главой городового сиротского суда, почётным мировым судьей. Организовал Томское общество взаимного от огня страхования. Являлся председателем правления Томского общества взаимного кредита, главой Томского биржевого комитета, главой Томского железнодорожного комитета по ходатайству о постройке железнодорожной линии Томск — Енисейск.
В 1887—1914 (семь сроков подряд!) Иван Максимович был гласным Томской городской думы. В 1906—1914 он занимал должность Томского городского головы. После выборов гласных в 1910 году, давших преимущество прогрессивной группе гласных, неудачно баллотировался на пост городского головы, уступив при голосовании Е.Л.Зубашеву. Однако последний по рекомендации губернатора Н.Л.Гондатти не был утвержден МВД в должности городского головы. При следующем голосовании И.М.Некрасов вновь проиграл кандидату прогрессивной группы Д.Е.Звереву, однако тот также не был утвержден в должности, в результате чего И.М.Некрасов стал городским головой по назначению. Второй срок его полномочий проходил в постоянных конфликтах с прогрессивным большинством гласных.  
В период его двух каденций была открыта психиатрическая лечебница, появился родильный покой при больнице его же имени (про нее см. ниже), в городе открылись венерическая больница и акушерско-фельдшерская школа. Была разработана и стала действовать на практике программа всеобщего начального обучения, появились социальные объекты: биржа труда и городские участковые попечительства о бедных. Бюджет Томска в этот период впервые достиг миллиона рублей. Тем не менее, либеральная печать критиковала деятельность Ивана Максимовича на посту городского головы.
Начиная с (по другому источнику — до) 1919 купец торговал железными инструментами и скобяными изделиями на Гостином дворе. Сведения о его жизни после 1919 года не сохранились.

## Семья
Супругу купца звали Марией (или Марфой) Дмитриевной (в браке с 1879). У них было четверо детей: сын Пётр (род. 1887) и дочери Вера (род. 1882), Надежда (род. 1886), Людмила (род. 1892). Старшие дочери вышли замуж, сын и младшие жили вместе с родителями.

## Благотворительная деятельность
Иван Некрасов был старостой Благовещенского кафедрального собора, а также домовой церкви Томского женского епархиального училища. Оплачивал возведение новых православных храмов и их нужды. Так, Иван Максимович возглавлял комитет по возведению в Томске Сретенской церкви. Являлся попечителем детского приюта и дома трудолюбия женского Иоанно-Предтеченского монастыря.
Купец за свой счет организовал доставку с горы Афон четырёх икон. В 1915 году он подарил духовному ведомству для размещения разных благотворительных учреждений свою усадьбу на Воскресенском взвозе с трехэтажным каменным домом. В итоге там открылась епархиальная библиотека, планировалось создать древлехранилище, что, однако, сделать не успели. Здание указом Синода получило название «Томский епархиальный дом с приютом при нём имени Ивана Максимовича Некрасова».
Также Иван Максимович пожертвовал городу участок земли и здание, где начала работать городская больница. Ее стали называть Некрасовской. Затем купец вложил в её расширение ещё 15 тысяч рублей.
Помогал Некрасов и издавать краеведческую литературу.
Он был председателем Томского благотворительного общества, членом-казначеем Томского отделения Общества Красного Креста (в 1893—1896), членом Общества для доставления средств Сибирским высшим женским курсам.